# Islas de las Lechiguanas
Se denomina islas de las Lechiguanas (del quechua lláchiwána: avispa que produce miel) a un archipiélago fluvial ubicado en el delta del río Paraná en la República Argentina. Las islas forman el distrito Islas de las Lechiguanas (antes eran parte del distrito Albardón) del departamento Gualeguay en el sur de la provincia de Entre Ríos, en el límite con la provincia de Buenos Aires.
El decreto n.° 1082/2002 MGJ de 21 de marzo de 2002 creó el centro rural de población de Islas Las Lechiguanas, pero la junta de gobierno no fue constituida. En las elecciones los electores de las Lechiguanas votan por los vocales de la junta de gobierno de Punta del Monte.

## Características
Este grupo insular que abarca unas 250 000 ha, comienza frente a la ciudad de Villa Constitución y está delimitado por el río Paraná al sur y por uno de sus brazos al noroeste, el río Paraná Pavón, el cual luego de recibir las aguas del río Gualeguay toma el nombre de río Paraná Ibicuy, que constituye el límite noreste, convergiendo luego con el cauce principal del Paraná. Se hallan escasamente habitadas.

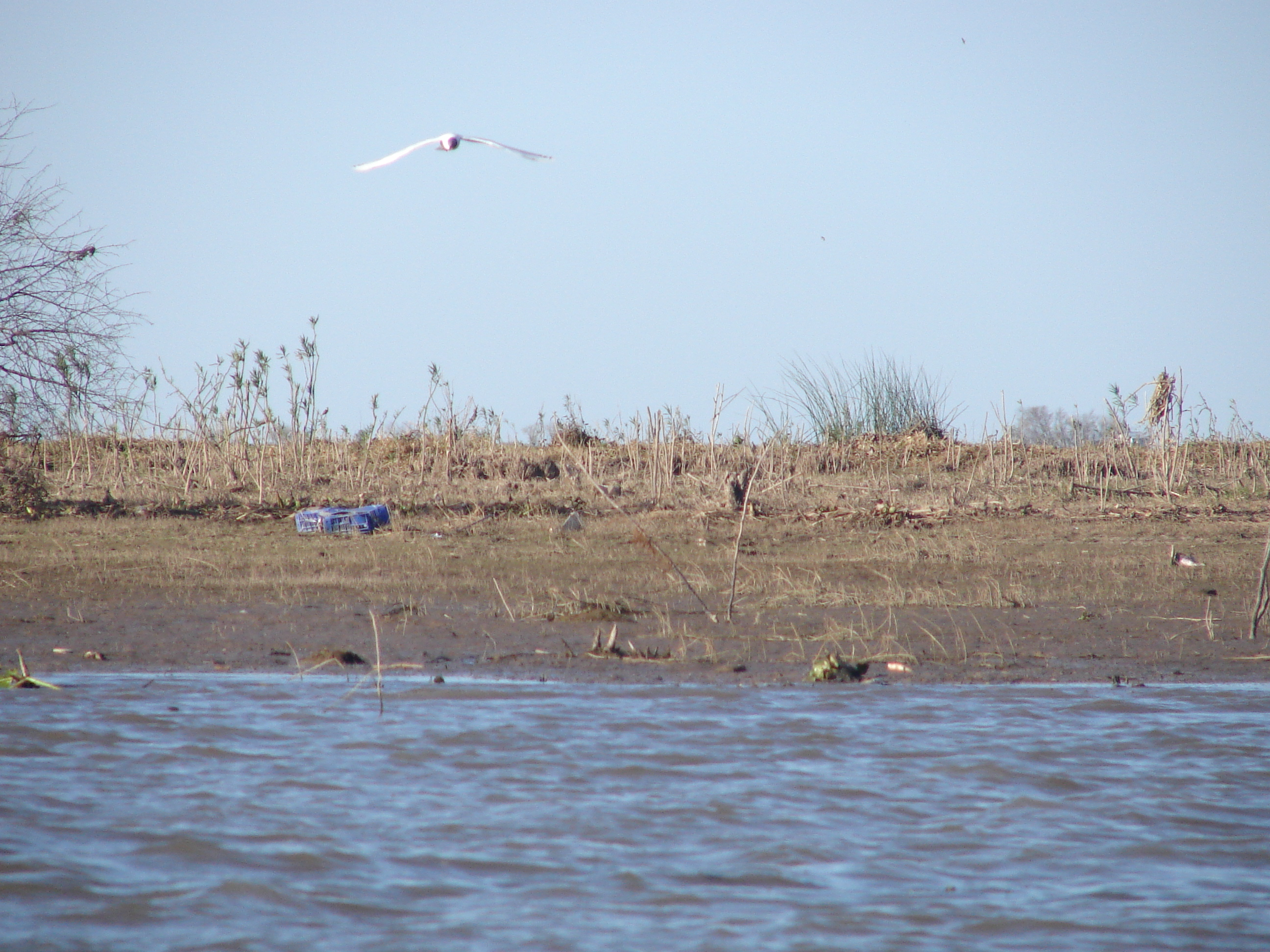
Efecto de la inundación del Río Paraná sobre la vegetación. Foto tomada en la zona de islas frente a la Ciudad de Ramallo, en agosto de 2010.

Debido a que las islas se han formado en una planicie fluvial por la deposición permanente de sedimentos trasladados por el río Paraná, su tamaño y forma fluctúa continuamente, dependiendo también de las variaciones estacionales del caudal del río. Es un lugar de difícil acceso y con escasa población estable, sin núcleos urbanos, atravesado por arroyos y esteros. En parte se utiliza para la cría de ganado.
Entre los brazos internos del grupo insular se hallan los arroyos: Lechiguanas, del Tala, Lobitos, Tigre, de los Lobos y Francés.
Las islas están sujetas a frecuentes incendios forestales, que en 2008 causaron días de intenso humo sobre la ciudad de Buenos Aires.
Desde 2009 funciona una escuela flotante en el arroyo Sepultura, que a 2011 tenía solo dos alumnos, y otro en el arroyo Lechiguanas.

## Litigio por su posesión
El 18 de diciembre de 1888 el gobierno de la provincia de Buenos Aires dictó el decreto reglamentario de la ley sobre venta de terrenos de islas, estableciendo 6 secciones insulares en el delta del Paraná y disponiendo la mensura de las islas:

Art. 1. Procédase á la mensura general de dichos terrenos, á cuyo efecto se subdividirán en seis secciones.

5.a Sección— Las situadas entre el Paraná de las Palmas, desde la boca del río Baradero, Paraná-Guazú. Paraná-Pavón, riacho de las Lechiguanas, Paraná de las Palmas y río Baradero.

6.a Sección— Las islas situadas entre el Paraná de las Palmas, riacho de las Lechiguanas, Paraná-Pavón y Paraná de las Palmas.
Art. 6. Los Agrimensores formarán un catastro de las poblaciones existentes, levantando al efecto una información sumaria de testigos. Deberán proyectar igualmente y proponer á la aprobación del P. E. la división más conveniente de las Islas, para anexarlas á los partidos existentes, así como la formación de dos ó más, nuevos, en las mismas Islas.

Debido a que la mensura se llevó a efecto en las islas de las Lechiguanas, el 31 de julio de 1891 el gobierno de Entre Ríos efectuó un reclamo sobre ellas considerándolas en su jurisdicción. En 1892 el gobierno de Entre Ríos ordenó a los jefes policiales de Gualeguay y de Gualeguaychú que se opusieran a las mensuras. Para llegar a un acuerdo, en 1898 el gobierno de Entre Ríos designó a Enrique Carbó Ortíz y en 1902 Buenos Aires designó a Federico Pinedo (1855-1929).
En 1902 se llegó a un acuerdo, el Convenio Carbó-Pinedo, que establecía el canal de navegación del Paraná como el límite interprovincial. Entre Ríos aprobó el convenio mediante una ley del 5 de enero de 1903, quedando en posesión de las islas y dispuso que se sometiera al Congreso Nacional de acuerdo al inciso 14 del artículo 67 de la Constitución Nacional de Argentina. Sin embargo, el convenio fue rechazado por un decreto del gobernador de Buenos Aires el 29 de abril de 1910. Al ser ocupadas por la Policía Bonaerense Entre Ríos reclamó ante el ministro del interior (Indalecio Gómez) del Gobierno nacional, por lo que el 2 de noviembre de 1911 el presidente Roque Sáenz Peña exigió el retiro de las fuerzas policiales bonaerenses, lo cual ocurrió poco después.
El 26 de febrero de 1938 Buenos Aires entregó a la Comisión Mixta de Límites del Congreso Nacional una memoria con antecedentes y mapas para respaldar su posición.
El 28 de enero de 1944 el Instituto Geográfico Militar dictaminó que el límite entre ambas provincias debía ser el Paraná propiamente dicho y no ninguno de sus brazos, es decir, el canal de navegación.

... la línea divisoria debe fijarla el canal de navegación el cual, tratándose de varios brazos de ríos corresponde que corra por aquel que no sólo tenga suficiente profundidad sino también menor extensión, en vista al interés del tráfico fluvial que lo utilice ... la Dirección General del Instituto Geográfico Militar, considera que el límite de las Provincias de Buenos Aires y Entre Ríos debe ser el medio del canal de navegación del Río Paraná desde el punto en que comienza el pequeño brazo de de este río denominado Arroyo Yaguarón en el cual desagua el arroyo del Medio, siguiendo luego por aquel, canal del Paraná hasta la unión del mismo con el brazo Ibicuy, continuando después por el canal del Paraná Guazú hasta su desembocadura en el Río de la Plata, debiendo corresponder a Entre Ríos, todas las islas situadas en el momento actual, a la Izquierda de dicho canal, y en los puntos en que existen dos de estos por el mayor tráfico, al presente; y pertenecerán a Buenos Aires todas aquellas islas que se encuentren a la derecha del mismo canal ...
Dictamen del Instituto Geográfico Militar

El 11 de noviembre de 1959 se firmó un convenio entre los gobernadores de ambas provincias (Oscar Alende por Buenos Aires y Raúl Lucio Uranga por Entre Ríos), ratificando el límite en los ríos Paraná y Paraná Guazú, aprobado por la legislatura entrerriana el 28 de noviembre de 1961 (ley N.º 4445), ratificado por Buenos Aires por ley N.º 7260/66 y puesto en vigencia por la sanción y promulgación del decreto-ley nacional N.º 18 000 del 13 de diciembre de 1968, reconocido como ley nacional por decreto 1319/76.

Artículo 1º - Fíjase el límite entre las provincias de Buenos Aires y Entre Ríos por el medio del canal de navegación del río Paraná desde el punto en que comienza el pequeño brazo de este río denominado arroyo Yaguarón, en el cual desagua el arroyo del Medio, siguiendo luego por aquel canal del Paraná hasta la unión del mismo con el brazo llamado Ibicuy, continuando después por el canal del Paraná Guazú hasta su desembocadura en el Río de la Plata.
 Artículo 2º - Corresponderán a Entre Ríos todas las islas que al 28 de enero de 1944 estaban situadas a la izquierda del canal referido en el artículo 1º y en los puntos donde existen dos canales, por el que a esa fecha haya tenido mayor tránsito; y corresponderán a Buenos Aires todas las islas situadas a la derecha de dicho canal, de acuerdo a la demarcación efectuada en los anexos 1º y 2º del dictamen del Instituto Geográfico Militar del 28 de enero de 1944.
Ley n.° 18000

En la segunda mitad de la década de 1960 hubo proyectos con principios de ejecución para polderizar estas islas y sumarlas antiecológicamente al área ganadera vacuna de la Pampa húmeda. Entre Ríos promulgó la ley n.º 5437 el 26 de diciembre de 1973 que declaró nulas las adjudicaciones de 33 000 ha de tierras en las islas que durante el gobierno militar había cedido entre 1969 y 1973, tomando posesión de las obras realizadas, que quedaron abandonadas. En 2013 el Superior Tribunal de Justicia de Entre Ríos dio la razón al gobierno provincial en el litigio judicial que se generó a raíz de la anulación.
El 10 de enero de 1974 la provincia de Buenos Aires promulgó la ley n.º 8153 que dispuso la derogación de la ley 7260 de 1968, pero no reactivó su reclamación del territorio.
La mitad este se integró efectivamente al departamento Gualeguay y la oeste al departamento Gualeguaychú, pero en 1979 todo el archipiélago pasó al departamento Gualeguay.